# Coppa Svizzera 2016-2017
La Coppa Svizzera 2016-2017, nota come Helvetia Schweizer Cup 2016-2017 per motivi di sponsorizzazione, è la 92ª edizione della manifestazione calcistica. È iniziata il 13 agosto 2016 e si è conclusa il 25 maggio 2017. Il Basilea ha vinto la Coppa per la 12ª volta nella sua storia.

## Formula
Le 9 squadre di Super League (il Vaduz non ha il diritto di partecipare poiché partecipa già alla Coppa del Liechtenstein) e le 10 della Challenge League sono qualificate direttamente per la competizione. A queste società se ne aggiungono altre 45 della Prima Lega (Promotion League e 1ª Lega) e della Lega Amatori, qualificate attraverso delle eliminatorie regionali disputate al termine della stagione precedente.

## Squadre partecipanti
| Basilea      |
| Grasshoppers |
| Losanna      |
| Lucerna      |
| Lugano       |
| San Gallo    |
| Sion         |
| Thun         |
| Young Boys   |

| Aarau           |
| Chiasso         |
| Le Mont         |
| Neuchâtel Xamax |
| Wil             |
| Sciaffusa       |
| Servette        |
| Winterthur      |
| Wohlen          |
| Zurigo          |

| Breitenrain       |
| Brühl             |
| Cham              |
| La Chaux-de-Fonds |
| Köniz             |
| Kriens            |
| Old Boys Basilea  |
| Rapperswil-Jona   |
| Tuggen            |

| Azzurri 90           |
| Bellinzona           |
| Black Star           |
| Lancy                |
| Münsingen            |
| Naters               |
| Red Star Zurigo      |
| La Sarraz-Eclépens   |
| Seefeld              |
| Seuzach              |
| Stade Lausanne-Ouchy |
| Yverdon              |
| Zugo                 |

| Binningen        |
| Conthey          |
| Dulliken         |
| Genolier-Begnins |
| Iliria           |
| Meyrin           |
| Moutier          |
| Ticino           |
| Uzwil            |

| 2. Lega     |
| ----------- |
| Arbedo      |
| Bazenheid   |
| Budendorf   |
| Donneloye   |
| Grenchen    |
| Gunwzil     |
| Klingnau    |
| Kreuzlingen |
| Romontois   |
| Veltheim    |
| Vernier     |
| Wabern      |
| 3. Lega     |
| Rümlang     |
| Zollbrück   |

## Date
| Turno                   | Data                               |
| ----------------------- | ---------------------------------- |
| Trentaduesimi di finale | 13-15 agosto 2016                  |
| Sedicesimi di finale    | 17-18 settembre 2016               |
| Ottavi di finale        | 26-27 ottobre 2016 2 novembre 2016 |
| Quarti di finale        | 1-2 marzo 2017                     |
| Semifinali              | 5 aprile 2017                      |
| Finale                  | 25 maggio 2017                     |

## Calendario

### Trentaduesimi di finale
I club della Super League e della Challenge League sono teste di serie e pertanto si affrontano direttamente. Le squadre delle leghe inferiori beneficiano del vantaggio di giocare in casa.
| Squadra 1            | Risultato          | Squadra 2       |
| -------------------- | ------------------ | --------------- |
| 10 agosto 2016       |                    |                 |
| Budendorf            | 1 - 2              | Zugo            |
| 13 agosto 2016       |                    |                 |
| Wabern               | 0 - 5              | Brühl           |
| Binningen            | 2 - 1              | Münsingen       |
| Seefeld              | 1 - 2              | Köniz           |
| Gunzwil              | 2 - 0              | Vernier         |
| Ticino               | 4 - 0              | Uzwil           |
| Grenchen             | 0 - 2              | Iliria          |
| Rümlang              | 2 - 5              | Seuzach         |
| Naters               | 1 - 4              | Lucerna         |
| Meyrin               | 1 - 3              | Wohlen          |
| Yverdon              | 1 - 4              | Winterthur      |
| Romontois            | 1 - 6              | Sion            |
| Klingnau             | 0 - 6              | Tuggen          |
| Conthey              | 1 - 4              | Bellinzona      |
| Veltheim             | 0 - 6              | Young Boys      |
| Moutier              | 0 - 3              | Lugano          |
| La Chaux-de-Fonds    | 0 - 2              | Zurigo          |
| Arbedo               | 0 - 5              | Neuchâtel Xamax |
| 14 agosto 2016       |                    |                 |
| Dulliken             | 0 - 3              | Chiasso         |
| Zollbrück            | 0 - 5              | Aarau           |
| Breitenrain          | 3 - 1              | Servette        |
| Old Boys Basilea     | 0 - 0 (0-2 d.t.s.) | Grasshoppers    |
| Donneloye            | 0 - 14             | Le Mont         |
| Kreuzlingen          | 1 - 0              | Cham            |
| Genolier-Begnins     | 1 - 3              | Azzurri 90      |
| Rapperswil-Jona      | 0 - 1              | Basilea         |
| La Sarraz-Eclépens   | 0 - 3              | Sciaffusa       |
| Lancy                | 1 - 2              | Losanna         |
| Bazenheid            | 2 - 1              | Red Star Zurigo |
| Stade Lausanne-Ouchy | 4 - 2              | Wil             |
| Kriens               | 2 - 1              | Thun            |
| 15 agosto 2016       |                    |                 |
| Black Star           | 2 - 3              | San Gallo       |

#### Squadre qualificate ai sedicesimi di finale
| Basilea      |
| Grasshoppers |
| Losanna      |
| Lucerna      |
| Lugano       |
| San Gallo    |
| Sion         |
| Young Boys   |

| Aarau           |
| Chiasso         |
| Le Mont         |
| Neuchâtel Xamax |
| Sciaffusa       |
| Winterthur      |
| Wohlen          |
| Zurigo          |

| Breitenrain |
| Brühl       |
| Köniz       |
| Kriens      |
| Tuggen      |

| Azzurri 90           |
| Bellinzona           |
| Seuzach              |
| Stade Lausanne-Ouchy |
| Zugo                 |

| Binningen |
| Iliria    |
| Ticino    |

| 2. Lega     |
| ----------- |
| Bazenheid   |
| Gunwzil     |
| Kreuzlingen |

### Sedicesimi di finale
I club della Super League sono teste di serie e non si affrontano direttamente. Le squadre delle leghe inferiori beneficiano del vantaggio di giocare in casa. Il sorteggio è stato effettuato il 16 agosto 2016.
| Squadra 1            | Risultato          | Squadra 2    |
| -------------------- | ------------------ | ------------ |
| 16 settembre 2016    |                    |              |
| Köniz                | 3 - 1              | Losanna      |
| Breitenrain          | 0 - 1              | Aarau        |
| 17 settembre 2016    |                    |              |
| Chiasso              | 1 - 0              | Wohlen       |
| Stade Lausanne-Ouchy | 0 - 3              | Winterthur   |
| Binningen            | 1 - 2              | Brühl        |
| Gunzwil              | 1 - 4              | Lugano       |
| Kreuzlingen          | 1 - 1 (6-7 d.t.r.) | Tuggen       |
| Azzurri 90           | 2 - 3              | Kriens       |
| Ticino               | 0 - 3              | Lucerna      |
| Seuzach              | 1 - 4              | Grasshoppers |
| Le Mont              | 0 - 1              | San Gallo    |
| 18 settembre 2016    |                    |              |
| Iliria               | 1 - 4              | Sciaffusa    |
| Bazenheid            | 1 - 7              | Young Boys   |
| Zugo                 | 0 - 1              | Basilea      |
| Bellinzona           | 0 - 2              | Zurigo       |
| Neuchâtel Xamax      | 3 - 4              | Sion         |

#### Squadre qualificate agli ottavi di finale
| Basilea      |
| Grasshoppers |
| Lucerna      |
| Lugano       |
| San Gallo    |
| Sion         |
| Young Boys   |

| Aarau      |
| Chiasso    |
| Sciaffusa  |
| Winterthur |
| Zurigo     |

| Brühl  |
| Köniz  |
| Kriens |
| Tuggen |

### Ottavi di finale
Non vi sono teste di serie. Le squadre delle leghe inferiori beneficiano del vantaggio di giocare in casa. Il sorteggio è stato effettuato il 18 settembre 2016.
| Squadra 1       | Risultato          | Squadra 2    |
| --------------- | ------------------ | ------------ |
| 26 ottobre 2016 |                    |              |
| Aarau           | 2 - 0              | Lugano       |
| Kriens          | 2 - 2 (5-3 d.t.s.) | Brühl        |
| Tuggen          | 1 - 4              | Basilea      |
| Winterthur      | 2 - 1              | Chiasso      |
| Young Boys      | 5 - 0              | Grasshoppers |
| 27 ottobre 2016 |                    |              |
| Köniz           | 1 - 1 (5-6 d.t.r.) | Lucerna      |
| Zurigo          | 2 - 1              | San Gallo    |
| 2 novembre 2016 |                    |              |
| Sciaffusa       | 1 - 1 (2-5 d.t.s.) | Sion         |

#### Squadre qualificate ai Quarti di Finale
| Basilea    |
| Lucerna    |
| Sion       |
| Young Boys |

| Aarau      |
| Winterthur |
| Zurigo     |

| Kriens |

### Quarti di finale
Non vi sono teste di serie, le squadre sorteggiate per prime giocano in casa. Il sorteggio è stato effettuato il 6 novembre 2016.
| Squadra 1    | Risultato          | Squadra 2  |
| ------------ | ------------------ | ---------- |
| 1 marzo 2017 |                    |            |
| Aarau        | 3 - 5              | Lucerna    |
| Young Boys   | 2 - 2 (5-7 d.t.r.) | Winterthur |
| 2 marzo 2017 |                    |            |
| Basilea      | 3 - 1              | Zurigo     |
| Sion         | 5 - 1              | Kriens     |

#### Partite
| Arbitro: | Jaccotett |

|                                         |           |                                                           |
| Josipovic 28’ Ciarrocchi 41’ Tréand 51’ | Marcatori | 2’ 54’ Juric 3’ Neumayr 36’ C. Schneuwly 76’ M. Schneuwly |

| Arbitro: | Pache |

|                          |                      |                                        |
| Hoarau 8’ Bertone 39’    | Marcatori            | 61’ Sílvio 66’ Sutter                  |
| Hoarau Ravet Frey Sanogo | Tiri di rigore 3 – 5 | Di Gregorio Cani Schuler Sutter Sílvio |

| Arbitro: | Bieri |

|                                |           |         |
| Janko 21’ Lang 42’ Steffen 75’ | Marcatori | 3’ Buff |

| Arbitro: | Erlachner |

|                                        |           |           |
| Mujangi Bia 45’ 78’ Konaté 65’ 67’ 83’ | Marcatori | 32’ Thali |

### Semifinali
Non vi sono teste di serie, le squadre sorteggiate per prime giocano in casa. Il sorteggio è stato effettuato il 2 marzo 2017.
| Squadra 1     | Risultato          | Squadra 2 |
| ------------- | ------------------ | --------- |
| 5 aprile 2017 |                    |           |
| Sion          | 0 - 0 (6-5 d.t.r.) | Lucerna   |
| Winterthur    | 1 - 3              | Basilea   |

#### Partite
| Arbitro: | Schärer |

|                                                        |                      |                                                              |
| Ziegler Salatić Konaté Pa Modou Carlitos Zverotić Adão | Tiri di rigore 6 – 5 | Kryeziu M. Schneuwly Affolter Neumayr Lustenberger Voca Haas |

| Arbitro: | Amhof |

|          |           |                                              |
| Cani 88’ | Marcatori | 54’ (rig.) Delgado 85’ Akanji 90+4’ Fransson |

### Finale
| Squadra 1      | Risultato | Squadra 2 |
| -------------- | --------- | --------- |
| 25 maggio 2017 |           |           |
| Basilea        | 3 - 0     | Sion      |

#### Partita
| Arbitro: | Klossner |

|                                 |           |  |
| Delgado 47’ Traoré 62’ Lang 89’ | Marcatori |  |

#### Formazioni
| Basilea (4-2-3-1) |    |                 |       |
|                   |    |                 |       |
| POR               | 1  | Vaclík          |       |
| DD                | 5  | Lang 89’        |       |
| DC                | 5  | Suchý           |       |
| DC                | 36 | Akanji          |       |
| DS                | 3  | Traoré 62’      |       |
| CC                | 34 | Xhaka           |       |
| CC                | 7  | Zuffi           | 90+3’ |
| AS                | 24 | Elyounoussi     |       |
| CC                | 10 | Delgado (C) 47’ | 81’   |
| AD                | 11 | Steffen         |       |
| AC                | 88 | Doumbia         | 88’   |
| A disposizione:   |    |                 |       |
| POR               | 18 | Vailati         |       |
| DIF               | 4  | Gaber           |       |
| DIF               | 26 | Høegh           |       |
| CEN               | 20 | Kutesa          |       |
| CEN               | 15 | Fransson        | 90+3’ |
| CEN               | 6  | Serey Dié       | 81’   |
| ATT               | 21 | Janko           | 88’   |
| Allenatore:       |    |                 |       |
| Urs Fischer       |    |                 |       |

| Sion (4-3-3)       |    |               |     |
|                    |    |               |     |
| POR                | 1  | Mitrjuškin    |     |
| DC                 | 50 | Lüchinger     |     |
| DC                 | 31 | Zverotić      |     |
| DC                 | 3  | Ziegler (C)   |     |
| CDIF               | 17 | Pa Modou      | 63’ |
| CD                 | 66 | Adão          |     |
| CC                 | 12 | Karlen        | 70’ |
| CC                 | 5  | Salatić       |     |
| CS                 | 13 | Akolo         | 79’ |
| AC                 | 11 | Constant      |     |
| AC                 | 14 | Konaté        |     |
| A disposizione     |    |               |     |
| POR                | 18 | Fickentscher  |     |
| DIF                | 6  | Ricardo       |     |
| CEN                | 10 | Carlitos      | 63’ |
| CEN                | 34 | Ndoye         |     |
| CEN                | 63 | Bia           | 70’ |
| ATT                | 22 | Follonier     |     |
| ATT                | 89 | Léo Itaperuna | 79’ |
| Allenatore:        |    |               |     |
| Sébastien Fournier |    |               |     |